# Примулоцветные
Примулоцве́тные (лат. Primulales) — порядок цветковых растений, получивший название от входящего в него семейства Примуловые, или Первоцветные (Primulaceae). Порядок Primulales иногда называют Первоцветные, вызывая путаницу с семейством Primulaceae. 
Используется во многих системах классификации с небольшими вариациями состава. В версии 1981 года влиятельной системы Кронквиста порядок Примулоцветные помещён в подкласс Дилленииды и состоит из семейств, который приведён ниже. В системе APG II все семейства этого порядка включены в расширенный порядок верескоцветные.
- порядок Примулоцветные включает следующие семейства:
семейство Мирсиновые
семейство Примуловые (Первоцветные)
семейство Теофрастовые